# Utsa Dautojaure
Utsa Dautojaure är en sjö i Sorsele kommun i Lappland och ingår i Umeälvens huvudavrinningsområde. Sjön har en area på 0,0681 kvadratkilometer och ligger 920,4 meter över havet. Utsa Dautojaure ligger i Vindelfjällen Natura 2000-område. Sjön avvattnas av vattendraget Lisvojukke.

## Delavrinningsområde
Utsa Dautojaure ingår i det delavrinningsområde (733097-152141) som SMHI kallar för Mynnar i Vindelälven. Medelhöjden är 881 meter över havet och ytan är 22,81 kvadratkilometer. Det finns inga avrinningsområden uppströms utan avrinningsområdet är högsta punkten. Lisvojukke som avvattnar avrinningsområdet har biflödesordning 3, vilket innebär att vattnet flödar genom totalt 3 vattendrag innan det når havet efter 414 kilometer. Avrinningsområdet består mestadels av skog (10 procent) och kalfjäll (86 procent). Avrinningsområdet har 1 kvadratkilometer vattenytor vilket ger det en sjöprocent på 4,4 procent.